# Leiinae
Leiini
Sous-famille
Synonymes
- Tribu des Leiini Edwards, 1925

Les Leiinae sont une sous-famille d'insectes diptères nématocères de la famille des Mycetophilidae (littéralement « amis des champignons »).

## Classification
La sous-famille des Leiinae est décrite en 1925 par l'entomologiste britannique Frederick Wallace Edwards,.

### Genre type
Selon Paleobiology Database en 2023, le genre type est Leia.

### Fossiles
Selon Paleobiology Database en 2023, le nombre de collections fossiles référencées est de dix-neuf pour 31 occurrences. Ceci atteste la présence de cette sous-famille depuis l'Aptien supérieur du Crétacé inférieur, soit depuis 122,46 Ma avant notre ère. 

## Liste des genres
Selon BioLib et The Taxonomicon en 2023, le nombre de genres de la sous-famille des Leiinae est de trente-trois dont huit fossiles,, :
- Acrodicrania Skuse, 1888
- Allactoneura Meijere, 1907
- Anomalomyia Hutton, 1904
- Ateleia Skuse, 1888
- Cawthronia Tonnoir & Edwards, 1927
- Clastobasis Skuse, 1880
- Cycloneura Marshall, 1896
- Docosia Winnertz, 1863
- Greenomyia Brunetti, 1912
- Indoleia Edwards, 1928
- Leia Meigen, 1818
- Leiella Enderlein, 1910
- Megophthalmidia Dziedzicki, 1889

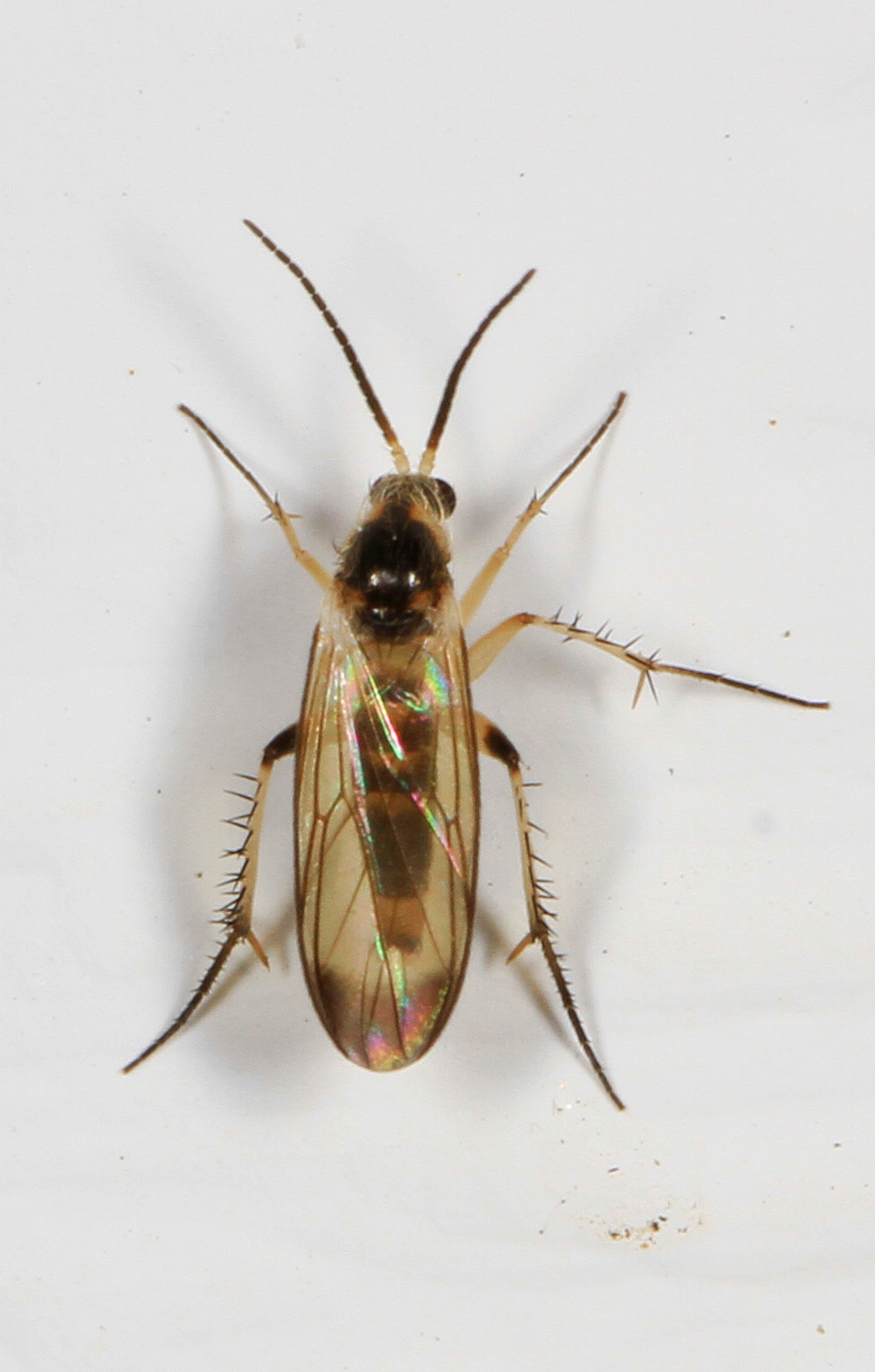
Rondaniella dimidiata.

- Neoclastobasis Ostroverkhova, 1970
- Novakia Strobl, 1893
- Paracycloneura Tonnoir & Edwards, 1927
- Paradoxa Marshall, 1896
- Paraleia Tonnoir, 1929
- Procycloneura Edwards, 1932
- Rondaniella Johansen, 1909
- Sigmoleia Edwards, 1927
- Sticholeia Soli, 1996[6]
- Thoracotropis Freeman, 1951
- Tonnwardsia Jaschhof & Kallweit, 2009
- Waipapamyia Jaschhof & Kallweit, 2009

### Genres fossiles
- †Disparoleia Blagoderov & Grimaldi, 2004
- †Hemolia Blagoderov & Grimaldi, 2004
- †Izleiina Blagoderov & Grimaldi, 2004
- †Lecadonileia Blagoderov & Grimaldi, 2004
- †Nedocosia Blagoderov & Grimaldi, 2004
- †Protragoneura Blagoderov & Grimaldi, 2004
- †Temaleia Blagoderov & Grimaldi, 2004
- †Zeliinia Blagoderov & Grimaldi, 2004

### Publication originale
- [1925] (en) Frederick Wallace Edwards, « XXII. British fungus-gnats (Diptera, Mycetophilidae). With a revised generic classification of the family » (pdf), The Transactions of the Entomological Society of London, vol. 1925, nos 3–4,‎ 1925, p. 505–670 (lire en ligne).